# Tyro
Tyro és una població dels Estats Units a l'estat de Kansas. Segons el cens del 2000 tenia 226 habitants.

## Demografia
Segons el cens del 2000, Tyro tenia 226 habitants, 90 habitatges, i 64 famílies. La densitat de població era de 164,6 habitants/km².
Dels 90 habitatges en un 37,8% hi vivien nens de menys de 18 anys, en un 60% hi vivien parelles casades, en un 7,8% dones solteres, i en un 27,8% no eren unitats familiars. En el 26,7% dels habitatges hi vivien persones soles el 16,7% de les quals corresponia a persones de 65 anys o més que vivien soles. El nombre mitjà de persones vivint en cada habitatge era de 2,51 i el nombre mitjà de persones que vivien en cada família era de 3.
Per edats la població es repartia de la següent manera: un 27,9% tenia menys de 18 anys, un 5,3% entre 18 i 24, un 29,2% entre 25 i 44, un 21,7% de 45 a 60 i un 15,9% 65 anys o més.
L'edat mediana era de 38 anys. Per cada 100 dones de 18 o més anys hi havia 79,1 homes.
La renda mediana per habitatge era de 27.750 $ i la renda mediana per família de 30.250 $. Els homes tenien una renda mediana de 22.250 $ mentre que les dones 15.556 $. La renda per capita de la població era de 9.608 $. Entorn del 10,4% de les famílies i el 17,4% de la població estaven per davall del llindar de pobresa.

## Poblacions més properes
El següent diagrama mostra les poblacions més properes.